# Хэйнинг, Питер
Питер Александр Хэйнинг (англ. Peter Alexander Haining; 2 апреля 1940 — 19 ноября 2007) — британский журналист, шотландец по происхождению; автор и составитель антологий. Жил и работал в графстве Суффолк.

## Биография
Родился в Энфилде, Мидлсекс, начал карьеру репортера в Эссексе, а затем переехал в Лондон, где работал в экономическом журнале прежде чем перейти в издательство New English Library.
Прежде чем стать профессиональным писателем в начале семидесятых, Хэйнинг занимал пост главного редактора. Он отредактировал и снабдил комментариями многочисленные сборники рассказов, преимущественно в жанрах ужасов и фэнтези, писал документальные книги на разные темы от Ла-Манша до Суини Тодда, для серии криминальных сюжетов он использовал псевдонимы «Рик Александр» и «Ричард Пейтон». В семидесятых им написано три романа, в том числе Герой (1973) «(англ. The Hero)», который был экранизирован.
В двух исследованиях Хайнинг утверждал, что Суини Тодд был реальной исторической личностью, совершил все свои преступления около 1800 года, был осужден в декабре 1801 и повешен в январе 1802. Однако другие исследователи, пытавшиеся проверить его источники, не нашли, ничего подтверждающего выводы Хэйнинга. Множество нареканий и сомнений в правдивости также вызвало другое широко известное исследование Хайнинга, про «Легенду и удивительные злодеяния Джека-прыгуна» «(англ. The Legend and Bizarre Crimes of Spring Heeled Jack)».
Хэйнинг написал несколько путеводителей по телесериалу компании «Би-би-си» «Доктор Кто», в том числе к «Юбилейному выпуску, 20-й годовщины Доктора Кто: Празднования двух десятилетий сквозь пространство и время» (1983), а также написал основательное исследование посвящённое экранным воплощениям Шерлока Холмса, The Television Sherlock Holmes (1991) а также другим телесериалам с известными книжными героями, такими как Мегрэ, Пуаро, доктор Финли и Джеймс Бонд. Последний проект Питера Хэйнинга был посвящён тайнам Второй мировой войны серии на основе обширных исследований и проведенных лично интервью: The Jail That Went To Sea (2003), The Mystery of Rommel’s Gold (2004), Where The Eagle Landed (2004), The Chianti Raiders (2005) и The Banzai Hunters (2007).
В 2001 году был награждён Особой премией Британского Общества Фентези Карла Эдварда Вагнера
По самым скромным оценкам Питер Хэйнинг опубликовал более 150 книг
С 1965 был женат на писательнице и редакторе Филиппе Миллер (два сына и дочь).
Умер от сердечного приступа в Боксфорде, Суффолк.

## Избранная библиография
- - «The Hell of Mirrors» (1965)
  - «The Gentlewomen of Evil: An Anthology of Rare Supernatural Stories from the Pens of Victorian Ladies» (1967)
  - «The Midnight People» 1968)
  - «The Wild Night Company» (1970)
  - «The Warlock’s Book: Secrets of Black Magic from the Ancient Grimoires» (1971)
  - «The Magicians: Occult Stories» (1972)
  - «Great British Tales of Terror: Gothic Stories of Horror and Romance 1765—1840» (1972)
  - «The Sherlock Holmes Scrapbook» (1973) Indispensable for collectors of Sherlockiana
  - « Christopher Lee’s New Chamber of Horrors» (1974)
  - «The Magic Valley Travellers» (1974)
  - « The Ghost’s Companion» (1975)
  - «The legend and Bizarre Crimes of Spring-Heeled Jack» (1977)
  - «Irish Leprechaun’s Kingdom» (1979)
  - «M. R. James — Book of the Supernatural» (1979) (ISBN 0-572-01048-6) Introduction by Sir John Betjeman. Articles and rare items about MRJ
  - «A Sherlock Holmes Compendium» (1980)
  - «The Barbarian Swordsmen» (1981)
  - «Doctor Who: The Key to Time A year by year record» (1984) (ISBN 0-491-03283-8)
  - «The Ghost Ship: Stories of the Phantom Flying Dutchman» (1985)
  - «TPictoral History of Horror Stories» (1985)
  - «The Art of Horror Stories: Two Hundred Years of Spine-chilling Illustrations» (1986)
  - «Sweeney Todd: The Real Story of the Demon Barber of Fleet Street» (1993) London: Robson Books
  - «The Nine Lives of Doctor Who» (1999)
  - «The Mammoth Book of True Hauntings» (2011)

## Переводы на русский
- антология «Комната с призраком» «(англ. Great British Tales of Terror)»,Составитель: Питер Хэйнинг, Н.Новгород: Деком, М.: ИМА-пресс, 1993 г. Серия: Галерея мистики, Тираж: не указан, ISBN 5-80050-011-X, ISBN 5-8005-011-X (ошибоч.) , 416 стр
- антология «Они появляются в полночь» «(англ. The Midnight People)», Составитель: В. В. Громова, М.: Ренессанс, 1993 г. Серия: Мир мистики. World of Mystery Тираж: 100000 экз. ISBN 5-8396-0041-5 (ошибоч.) , 384 стр